# カール・ルッツ
カール・ルッツ（Carl Lutz, 1895年3月30日 - 1975年2月12日）は、スイスの外交官。第二次世界大戦中の1942年から終戦までハンガリーの首都ブダペストで副領事として働き、6万2千人以上のユダヤ人を救った。
彼の行動によりブダペストに住むユダヤ人のおよそ半数が生き残り、絶滅収容所行きを免れた。その功績により、ヤド・ヴァシェムから「諸国民の中の正義の人」の称号を与えられており、「スイスのシンドラー」と呼ばれることもある。

## 生い立ち・学歴
1895年、スイス、アッペンツェル・アウサーローデン準州ヴァルツェンハウゼン生まれ。1909年、14歳のときに結核で母を失う。15歳で織物工場で徒弟となる。
1913年、18歳の時にアメリカ合衆国へ移住。大学進学費用を捻出するため1918年までイリノイ州グラナイト・シティで働き、同年にミズーリ州ウォーレントンにあるセントラル・ウェスレアン・カレッジに入学した。
1920年にカレッジを卒業したルッツはワシントンD.C.にあるスイス公使館で仕事を見つけ、働き始めた。そして働きながらジョージ・ワシントン大学に通い、1924年に卒業した。ワシントンD.C.ではデュポン・サークルに住んでおり、大学卒業後もスイス公使館で働き続けた。ルッツはメソジスト派のキリスト教徒であった。

## 外交官として
1926年、ルッツはペンシルベニア州フィラデルフィアにあるスイス領事館へ赴任し、その後ミズーリ州セントルイスの領事館へ異動となった。
1934年、彼は最初の妻となる女性ゲルトルート・ファンクハウザーと出会い、翌年1月に結婚した。同じ時期にパレスチナ（当時はイギリス委任統治領パレスチナ）のヤッファにあるスイス総領事館の副領事に任命され、20年以上過ごした米国をあとにした。そしてそこで、夫妻は非武装のユダヤ人がアラブ人の群衆にリンチされている様子を自宅から目撃した。ヤッファでは1942年まで働いた。

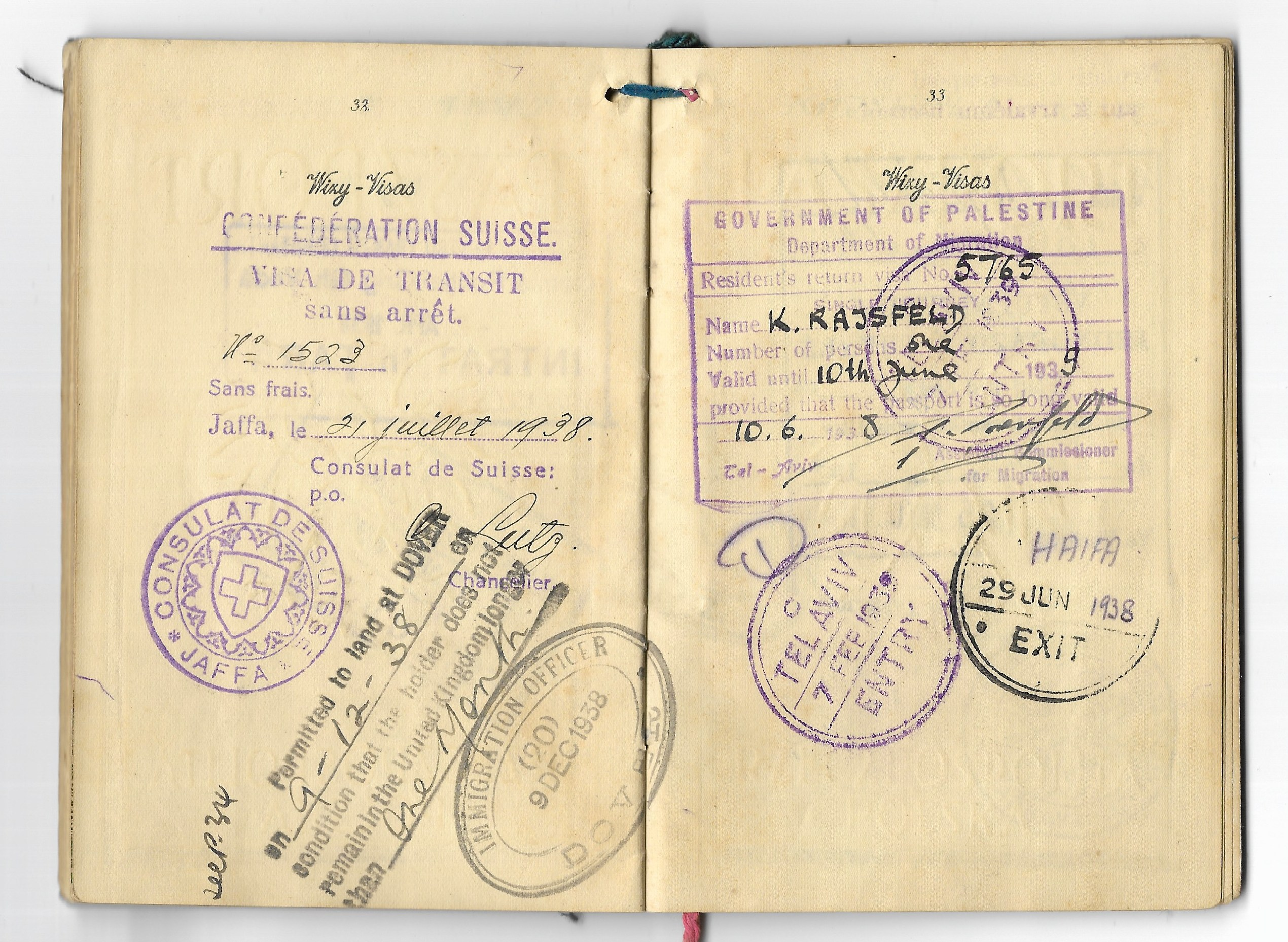
1938年、イギリス領パレスチナのヤッファにおいてカール・ルッツが発行したビザ

### 第二次世界大戦中の働き

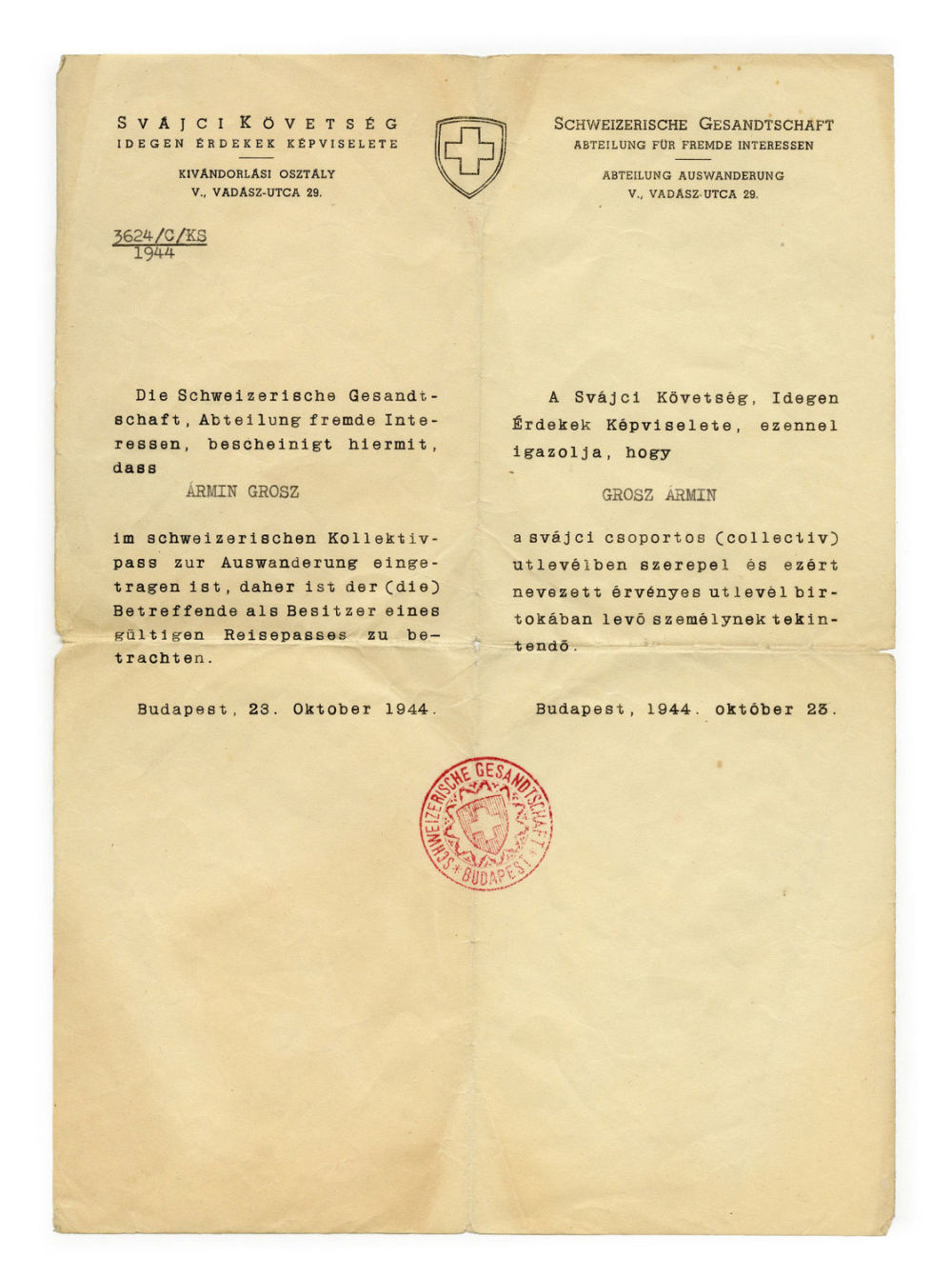
1944年、ルッツが発行した通行許可証。スイス・ユダヤ人博物館所蔵。

1942年、ハンガリーの首都ブダペストにあるスイス総領事館に副領事として赴任。赴任してすぐにユダヤ機関との協力を始め、スイスのセーフ・コンダクトを発行しておよそ1万人のユダヤ人の子供たちの亡命を助け、6万2千人以上のユダヤ人の命を救った。

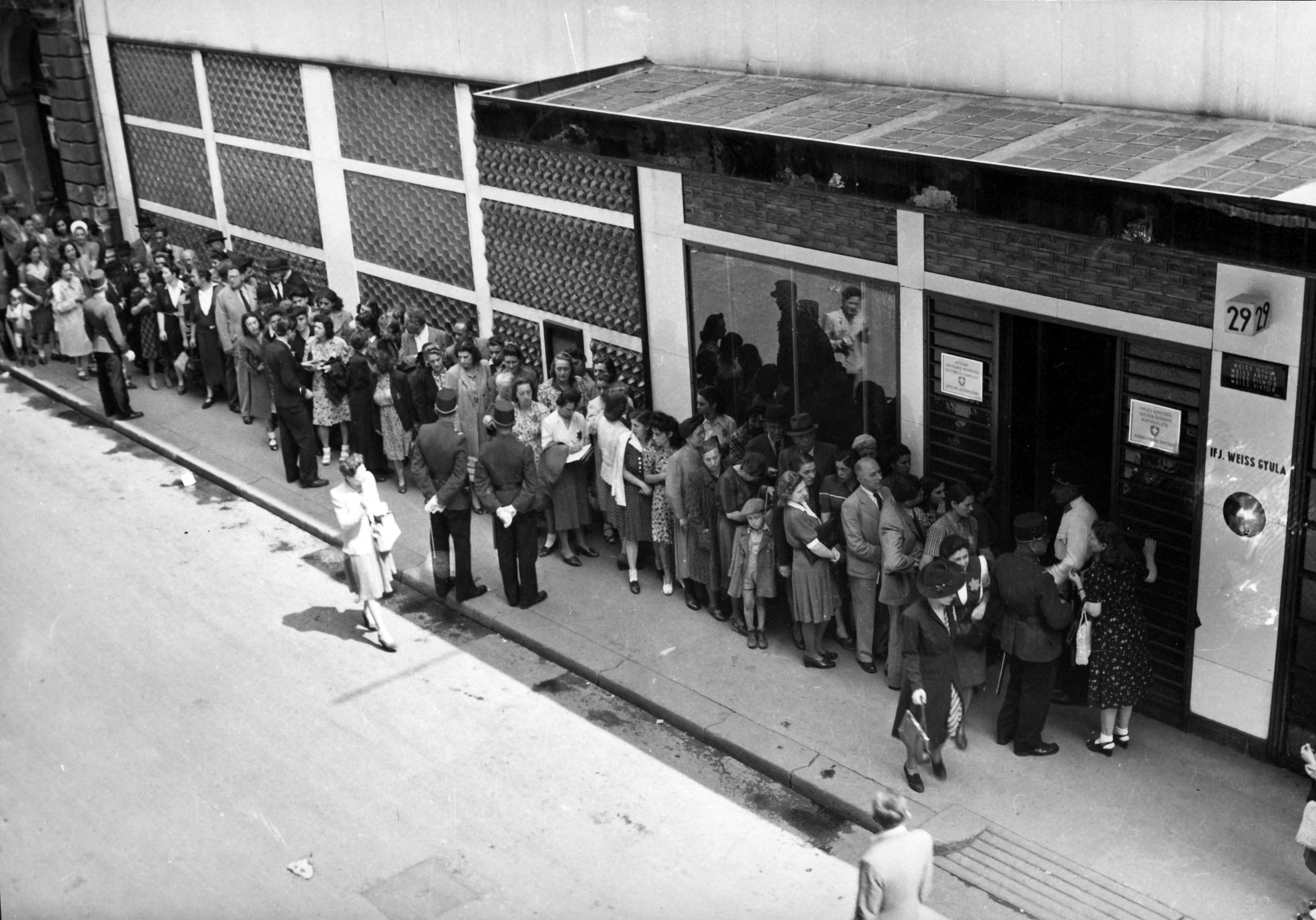
1944年、ブダペストにある「ガラスの家」の前で列に並ぶユダヤ人たち。カール・ルッツの娘アグネスが撮影。

1944年にナチスがブダペストを占領してからは、ユダヤ人の絶滅収容所への強制収容が始まった。ルッツはハンガリー政府、ナチスと特別な取引をし、ハンガリーのユダヤ人がパレスチナへ向かうための通行許可証8千通を発行した。
ルッツは8千通以上の許可証を個人ではなく家族向けに発行し、1から8000までの通し番号の入った許可証数万通を発行した。また、76のセーフハウスをブダペスト近郊に用意し、これらをスイス領事館の付属施設としたことでハンガリー軍やナチス兵の介入を防いだ。その中には、現代においても知られている「ガラスの家」もあり、「ガラスの家」とその近隣の施設でおよそ3千人のユダヤ系ハンガリー人が難を逃れた。
ある日、矢十字党員の民兵がユダヤ人に火をつけたとき、ルッツはドナウ川に飛び込んで血を流したユダヤ人女性を救出した。ルッツはスーツのまま川に入り、女性を救出した後ハンガリー人将校と話をした。ルッツはこの女性をスイス政府が保護する外国市民であると宣言し、唖然とする兵隊たちを後に静かに立ち去った。現代において、この場所にはルッツの名前がつけられている。

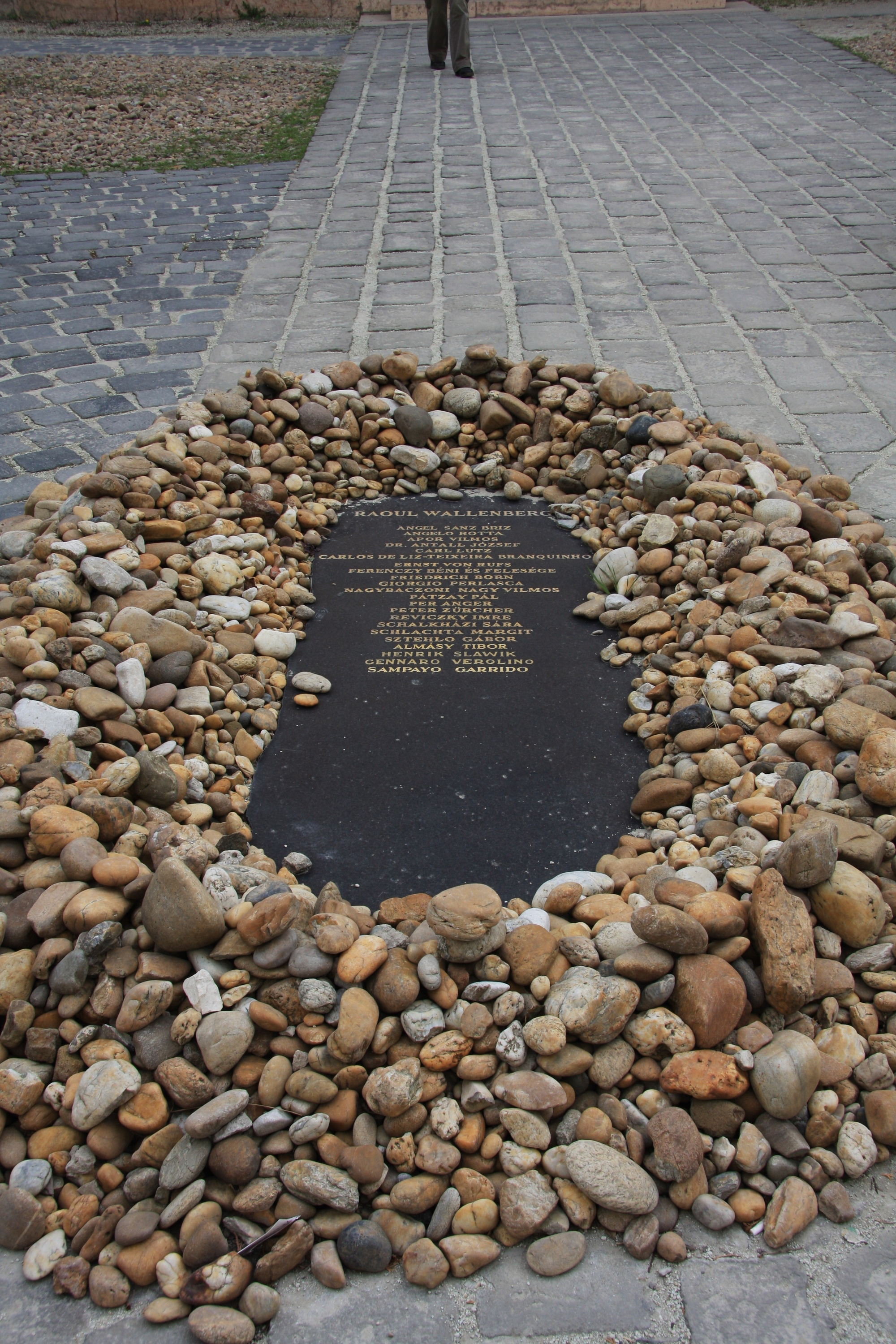
ブダペストにあるラウル・ワレンバーグ記念碑。ルッツの名も刻まれている。

スウェーデンの外交官ラウル・ワレンバーグなど、多くの中立国の外交官と共に、ルッツは数カ月間にわたって数多くの人々をナチスの集団虐殺から救出した。また自らの外交スキルを駆使し、ルッツはハンガリー政府やナチスの高官（アドルフ・アイヒマンを含む）を説得し、少なくとも部分的にはユダヤ系ハンガリー人の公的な保護を勝ち取った。ホロコーストに対抗するルッツの努力は非常に強力だったため、1944年11月、ドイツの高官だったエトムント・フェーゼンマイヤーはルッツの暗殺許可を本国に打診したが、本国からの回答はなかった。
スイス政府の大臣マクシミリアン・ジャガーは、1944年にソビエト軍がハンガリーに近づき、本国から帰還命令が出されるまでルッツを支えた。さらに赤軍がブダペストを占領する数週間前、ジャガーの後を任されたヘラルド・フェラーによってルッツは救出された。ルッツの妻ゲルトルートはブダペスト滞在中、常にルッツを支えていた。

### 第二次世界大戦後
1945年1月、ルッツはスイスに戻り、その翌年に離婚した。1949年にマグダ・ツァニイと再婚した。1961年に退職した。1945年から1954年、ルッツはベルンとチューリッヒで外務省職員として働き、1952年から1961年まではオーストリアのブレゲンツ総領事館総領事として勤務した。
1975年、スイスの首都ベルンで死去。

## 記念碑・栄典
ルッツは数万人の人々を救ったが、戦後すぐにその業績が評価された訳ではなかった。むしろ、戦後すぐは中立原則を危険にさらす越権行為であると非難された。戦後10年以上経った1958年、スイスにおいて戦争の振り返りが行われた際に、ルッツの業績が再評価され、数多くの勲章や栄典が与えられた。
- 1963年、イスラエルの都市ハイファにおいて、駅から北へ延びる通りがルッツ通りと名付けられた[4]。
- エルサレムにおけるあるブロックが、カール・ルッツ地区と名付けられた。
- 1965年、ルッツはヤド・ヴァシェムから「諸国民の中の正義の人」にスイス人として初めて加えられた[12]。
- 2018年、ベルンにある連邦院左翼にある会議室がカール・ルッツ室と名付けられた[3][13]。